# Stanisław Guzicki
Stanisław Guzicki, ps. Czarny, Mechanik, Ojciec, Stanisław (ur. 1 lutego 1892 w Mławie, zm. 26 czerwca 1976 w Warszawie) – inżynier mechanik, profesor Politechniki Śląskiej i Politechniki Warszawskiej, działacz komunistyczny.

## Życiorys

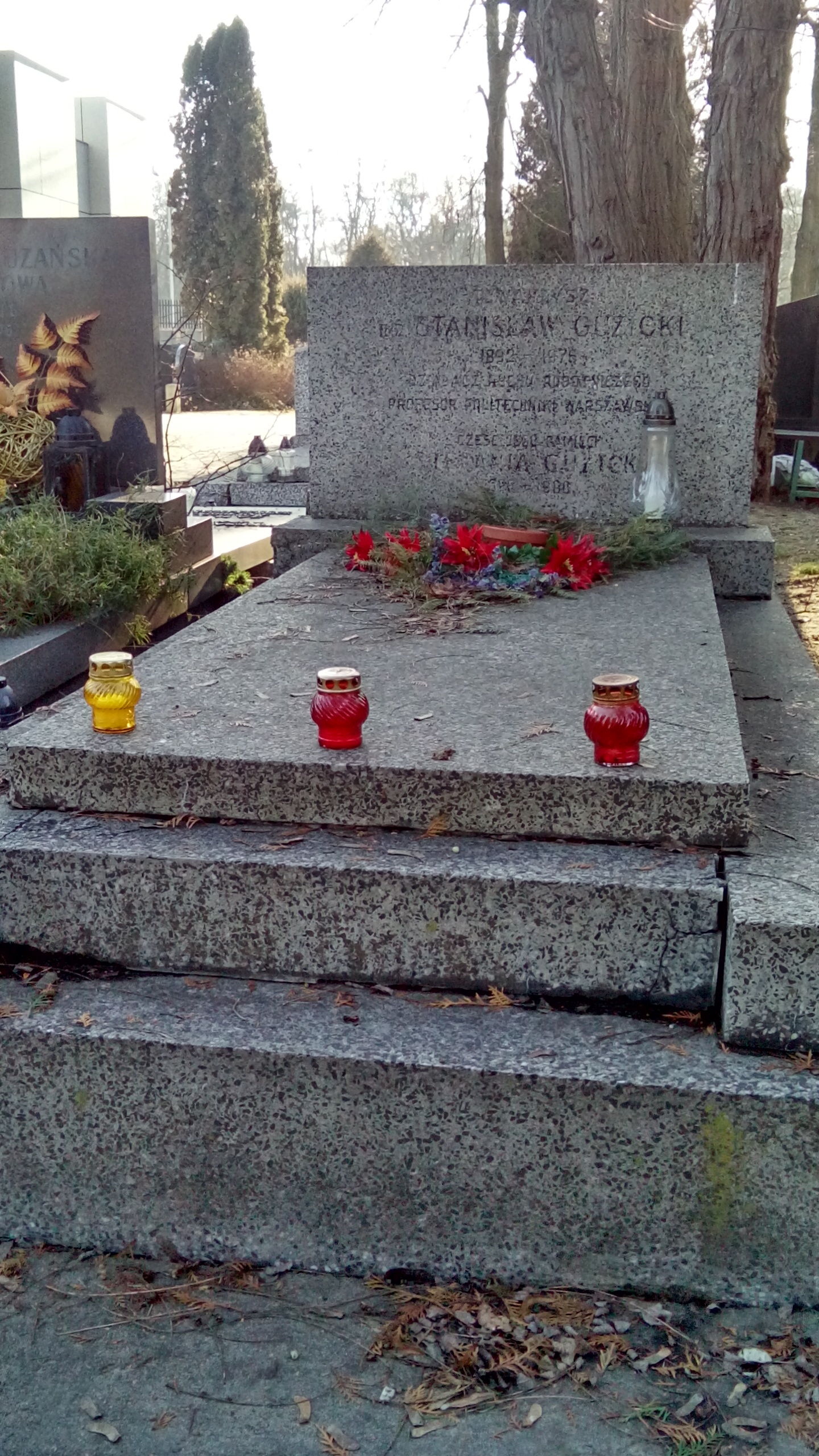
Grób Stanisława Guzickiego na cmentarzu Wojskowym na Powązkach

Urodził się w Mławie, w wielodzietnej rodzinie szewca Antoniego. W 1908 ukończył 6 klas gimnazjum, następnie kształcił się na Wydziale Mechanicznym Szkoły Technicznej w Warszawie, do której uczęszczał w latach 1908–1912. W 1914 otrzymał świadectwo dojrzałości i podjął studia w Instytucie Politechnicznym w Jekaterynosławiu, które ukończył w 1918 dyplomem inżyniera-mechanika. Równolegle pracował w tamtejszym Towarzystwie Rosyjskim Fabryk Rur i Żelaza S.A. na stanowiskach kolejno pomocnika majstra i majstra w hucie.
W latach 1917–1918 członek egzekutywy Zjednoczenia Socjalistycznego Polskiego (ZSP) w tym mieście. W 1917 mobilizował do walki rewolucyjnej pracowników Rosyjskich Zakładów Fabrykacji Rur, współtworzył Rady Delegatów Robotniczych (RDR) i był sekretarzem Rejonowej Rady w dzielnicy Amur-Dniepropetrowsk.
W 1919 powrócił do Warszawy, gdzie był zastępcą naczelnika warsztatów w Porcie Czerniakowskim i członkiem Zarządu Związku Zawodowego Pracowników Polskiej Żeglugi Państwowej. W latach 1919–1922 wykładał na UL. W 1919 wstąpił do KPRP w Powiślu, członek Komitetu Warszawskiego KPRP (1920–1923). W latach 1922–1924 w jego mieszkaniu odbywały się zebrania Sekretariatu KPRP. W latach 1923–1928 był członkiem Zarządu Stowarzyszenia Wolnomyślicieli Polskich. Od 1923 do 1930 kierował biurem warsztatów głównych Tramwajów Miejskich w Warszawie, zwolniony za współorganizowanie strajku tramwajarzy. W latach 1930–1933 był naczelnikiem wydziału i wicedyrektorem administracyjnym Państwowych Zakładów Tele- i Radiotechnicznych (PZT). Działacz komitetu fabrycznego podczas strajku w styczniu 1933, za co został zwolniony i był inwigilowany. Później od 1934 do 1939 był doradcą organizacyjnym i asystentem prof. K. Adamieckiego w Instytucie Naukowej Organizacji. W latach 1932–1935 współorganizator i członek Zarządu Muzeum Społecznego, a w 1931–1939 Zarządu Instytutu Gospodarstwa Społecznego. Działacz tzw. inteligencji technicznej w KPP (wraz z m.in. A. Rajchmanem i Marianem Spychalskim), która zajmowała się organizowaniem związków zawodowych pracowników inżynieryjno-technicznych. Wraz z tą grupą założył Zarząd Związku Zawodowego Inżynierów i techników, którego był członkiem (1932–1934), współpracował również z MOPR.
Podczas okupacji był nauczycielem w Towarzystwie Kursów Technicznych i w Miejskiej Szkole Handlowej w Warszawie, gdzie wykładał "naukową" organizację pracy w interpretacji marksistowskiej; brał też udział w tajnym nauczaniu. W 1942 wstąpił do PPR i GL, współdziałał z Wydziałem (Oddziałem) Informacji Sztabu Głównego GL. Kontaktował się z centralnym aktywem PPR i pomagał mu w informacji prasowej, blisko współpracował z Bolesławem Bierutem. Po powstaniu warszawskim udał się do Proszowic, a w styczniu 1945 do Krakowa, gdzie brał udział w odbudowie przemysłu. 
Później w Bytomiu założył i został dyrektorem (do 1946) Państwowego Technikum dla robotników mianowanych na kierownicze stanowiska. Do 1951 był kontraktowym profesorem organizacji pracy na Politechnice Śląskiej w Gliwicach; był członkiem Komitetu Miejskiego (KM) PPR/PZPR w tym mieście. Równocześnie 1948–1951 profesor w Akademii Nauk Politycznych (późniejsza Szkoła Główna Służby Zagranicznej) w Warszawie, a do emerytury (1962) profesor nadzwyczajny ekonomiki planowania i organizacji przemysłu maszynowego na Politechnice Warszawskiej w Oddziale Inżynieryjno-Ekonomicznym na Wydziale Mechanicznym Technologicznym. Prezes i członek honorowy Towarzystwa Naukowej Organizacji i Kierownictwa, prezes i członek honorowy Towarzystwa Wolnej Wszechnicy Polskiej, przewodniczący organizacji ZNP na PW, działacz organizacji partyjnej na PW. Autor wielu książek, podręczników i artykułów fachowych, głównie z zakresu systemów płac, rachuby materiałowej, norm wydajności, zasad organizacji pracy, zarządzania i organizacji przedsiębiorstw. Opublikował: „Nowoczesne systemy płac” (Warszawa 1939), „Ustalenie norm wydajności” (Warszawa 1939), „Strukturę przedsiębiorstw przemysłu budowy maszyn i ogólne zasady zarządzania” (Warszawa 1957).
Ojciec Marii Jaszczukowej.
Zmarł w Warszawie, pochowany na cmentarzu Wojskowym na Powązkach (kwatera D35-3-11).

## Ordery i odznaczenia
- Order Sztandaru Pracy II klasy
- Krzyż Oficerski Orderu Odrodzenia Polski[3]
- Złoty Krzyż Zasługi (18 stycznia 1946)[4]
- Medal 10-lecia Polski Ludowej (19 stycznia 1955)[5]
- Złota Odznaka Honorowa NOT[3]